# Canadian Comedy Award
Il Canadian Comedy Award è un premio cinematografico che viene assegnato annualmente per i film comici a Toronto, in Canada.